# 화보로
화보로(Hwabo-ro)는 전라남도 보성군 미력면 초당리 초당 교차로와 화순군 화순읍 너릿재터널을 잇는 전라남도의 도로이다.

## 연혁
- 2001년 9월 27일 : 화순군 능주면 정남리 ~ 화순읍 이십곡리 9.58km 구간 확장 개통[1], 화순군 이양면 강성리 ~ 춘양면 용두리 1.4km 구간 확장 개통[2]
- 2002년 6월 30일 : 화순군 한천면 모산리 ~ 능주면 정남리 3km 구간 확장 개통[3]
- 2008년 1월 30일 : 보성군 미력면 초당리 ~ 덕림리 3.65km 구간 확장 개통[4]
- 2009년 1월 23일 : 보성군 미력면 덕림리 ~ 노동면 신천리 5.5km 구간 확장 개통[5]
- 2009년 5월 22일 : 보성군 노동면 신천리 ~ 화순군 이양면 매정리 4.6km 구간 임시 개통[6]
- 2009년 7월 10일 : 2개 이상 시·도에 걸쳐 있는 도로로 화보로를 고시[7]
- 2009년 7월 28일 : 보성군 미력면 덕림리 ~ 화순군 이양면 매정리 10.14km 구간 확장 개통, 기존 보성군 미력면 도개리 ~ 노동면 신천리 5.26km 구간 폐지[8]
- 2010년 2월 12일 : 화순군 이양면 금능리 ~ 한천면 모산리 8.04km 구간 확장 개통[9]
- 2010년 4월 26일 : 화순군 이양면 매정리 ~ 송정리, 품평리 총 3.5km 구간 임시 개통[10]
- 2010년 11월 11일 : 화순군 이양면 매정리 ~ 품평리 8.5km 구간 확장 개통[11]
- 2014년 11월 21일 : 화순 ~ 광주간 도로 및 신너릿재터널(전라남도 화순군 화순읍 대리 교리 교차로 ~ 광주광역시 동구 내남동 내지 교차로) 5.7km 구간 확장 개통[12][13]

## 주요 경유지
전라남도
- 보성군 (미력면 · 노동면) - 화순군 (이양면 · 청풍면 · 춘양면 · 한천면 · 능주면 · 화순읍)

## 노선
| 이름                                        | 접속 노선                                                | 소재지                                         | 소재지                                                                                      | 비고                                                       |
| ------------------------------------------- | -------------------------------------------------------- | ---------------------------------------------- | ------------------------------------------------------------------------------------------- | ---------------------------------------------------------- |
| 초당 교차로 (초당1교)                       | 국도 제2호선 국도 제18호선 국도 제77호선 (녹색로) 홍성로 | 보성군                                         | 미력면                                                                                      | 국도 제18호선 구간                                         |
| 초당2교 초당3교 반용교 반용1교              |                                                          | 보성군                                         | 미력면                                                                                      | 국도 제18호선 구간                                         |
| (생태통로)                                  |                                                          | 보성군                                         | 미력면                                                                                      | 국도 제18호선 구간 연장 약 25m                             |
| 덕림 교차로                                 | 지방도 제843호선 (보성강로)                              | 보성군                                         | 미력면                                                                                      | 국도 제18호선 구간                                         |
| 송림교 보성강교                             |                                                          | 보성군                                         | 미력면                                                                                      | 국도 제18호선 구간                                         |
| 보성 나들목 (춘정 교차로)                   | 10호선 남해고속도로 국도 제18호선 (송재로)               | 보성군                                         | 미력면                                                                                      | 국도 제18호선 구간                                         |
| 보성 나들목 (춘정 교차로)                   | 10호선 남해고속도로 국도 제18호선 (송재로)               | 보성군                                         | 미력면                                                                                      | 국도 제29호선 구간                                         |
| 춘정1교 춘정2교 중촌1교 중촌2교             |                                                          | 보성군                                         | 미력면                                                                                      |                                                            |
| 녹차터널                                    |                                                          | 보성군                                         | 미력면                                                                                      | 국도 제29호선 구간 화순 방면 연장 335m 보성 방면 연장 365m |
| 녹차터널                                    | 노동면                                                   | 보성군                                         |                                                                                             | 국도 제29호선 구간 화순 방면 연장 335m 보성 방면 연장 365m |
| 학동과선교 신천교                           |                                                          | 보성군                                         | 국도 제29호선 구간                                                                          |                                                            |
| 신기 교차로                                 | 예재로                                                   | 보성군                                         | 국도 제29호선 구간                                                                          |                                                            |
| 예재터널                                    |                                                          | 보성군                                         | 국도 제29호선 구간 화순 방면 연장 830m 보성 방면 연장 740m                                  |                                                            |
| 예재터널                                    | 화순군                                                   | 이양면                                         | 국도 제29호선 구간 화순 방면 연장 830m 보성 방면 연장 740m                                  |                                                            |
| 분자과선교(화순 방면) 람덕과선교(보성 방면) | 화순군                                                   | 이양면                                         |                                                                                             | 국도 제29호선 구간                                         |
| 람덕터널                                    | 화순군                                                   | 이양면                                         |                                                                                             | 국도 제29호선 구간 화순 방면만 통행 연장 570m              |
| 괴화 교차로 (괴화1교) (괴화2교)             | 화순군                                                   | 이양면                                         | 구례동길 괴화동길                                                                           | 국도 제29호선 구간                                         |
| 매정1교                                     | 화순군                                                   | 이양면                                         |                                                                                             | 국도 제29호선 구간                                         |
| 구 쌍봉 교차로                              | 화순군                                                   | 이양면                                         | 지방도 제843호선 (쌍산의로)                                                                 | 국도 제29호선 구간 화순 방면만 진출입 가능                 |
| 매정2교 매정3교                             | 화순군                                                   | 이양면                                         |                                                                                             | 국도 제29호선 구간                                         |
| 송정졸음쉼터                                | 화순군                                                   | 이양면                                         |                                                                                             | 국도 제29호선 구간 보성 방면 전용                          |
| 기운1교 기운2교                             | 화순군                                                   | 이양면                                         |                                                                                             | 국도 제29호선 구간                                         |
| 송정 교차로                                 | 화순군                                                   | 이양면                                         | 학포로                                                                                      | 국도 제29호선 구간                                         |
| 이양터널                                    | 화순군                                                   | 이양면                                         |                                                                                             | 국도 제29호선 구간 연장 445m                               |
| 이양교                                      | 화순군                                                   | 이양면                                         |                                                                                             | 국도 제29호선 구간                                         |
| (터널 이름 미상)                            | 화순군                                                   | 이양면                                         |                                                                                             | 국도 제29호선 구간 연장 100m                               |
| 옥연교 서당교 오류교                        | 화순군                                                   | 이양면                                         |                                                                                             | 국도 제29호선 구간                                         |
| 이양 교차로                                 | 화순군                                                   | 이양면                                         | 지방도 제839호선 (학포로)                                                                   | 국도 제29호선 구간                                         |
| 금능 교차로                                 | 화순군                                                   | 이양면                                         | 국가지원지방도 제58호선 (개기로)                                                            | 국도 제29호선 구간 국가지원지방도 제58호선 구간            |
| 금능교                                      | 화순군                                                   | 이양면                                         |                                                                                             | 국도 제29호선 구간 국가지원지방도 제58호선 구간            |
| 입교                                        | 화순군                                                   | 이양면                                         |                                                                                             | 국도 제29호선 구간 국가지원지방도 제58호선 구간            |
| 청풍면                                      | 화순군                                                   |                                                |                                                                                             | 국도 제29호선 구간 국가지원지방도 제58호선 구간            |
| 입교 교차로                                 | 화순군                                                   | 차풍로 학포로                                  |                                                                                             | 국도 제29호선 구간 국가지원지방도 제58호선 구간            |
| 용두교                                      | 화순군                                                   |                                                | 춘양면                                                                                      | 국도 제29호선 구간 국가지원지방도 제58호선 구간            |
| 용두터널                                    | 화순군                                                   |                                                | 춘양면                                                                                      | 국도 제29호선 구간 국가지원지방도 제58호선 구간 연장 280m  |
| 우봉교                                      | 화순군                                                   |                                                | 춘양면                                                                                      | 국도 제29호선 구간 국가지원지방도 제58호선 구간            |
| 석정 교차로                                 | 화순군                                                   | 국가지원지방도 제58호선 (개천로)               | 춘양면                                                                                      | 국도 제29호선 구간 국가지원지방도 제58호선 구간            |
| 춘양 교차로                                 | 화순군                                                   | 지방도 제818호선 (춘양로)                      | 춘양면                                                                                      | 국도 제29호선 구간 화순 방면 진출 불가 보성 방면 진입 불가 |
| 광대교                                      | 화순군                                                   |                                                | 춘양면                                                                                      | 국도 제29호선 구간                                         |
| 도산교                                      | 화순군                                                   |                                                | 춘양면                                                                                      | 국도 제29호선 구간                                         |
| 한천면                                      | 화순군                                                   |                                                |                                                                                             | 국도 제29호선 구간                                         |
| 모산 교차로 (모산2교)                       | 화순군                                                   | 지방도 제822호선 (학포로)                      |                                                                                             | 국도 제29호선 구간                                         |
| 공림사지교                                  | 화순군                                                   |                                                |                                                                                             | 국도 제29호선 구간                                         |
| 지석천1교                                   | 화순군                                                   |                                                |                                                                                             | 국도 제29호선 구간                                         |
| 능주면                                      | 화순군                                                   |                                                |                                                                                             | 국도 제29호선 구간                                         |
| 능주철도육교                                | 화순군                                                   |                                                |                                                                                             | 국도 제29호선 구간                                         |
| 능주 교차로                                 | 화순군                                                   | 학포로                                         |                                                                                             | 국도 제29호선 구간                                         |
| 지석천2교                                   | 화순군                                                   |                                                |                                                                                             | 국도 제29호선 구간                                         |
| 만수교                                      | 화순군                                                   | 학포로                                         | 국도 제29호선 구간 화순 방면 진출 불가 보성 방면 진입 불가                                  |                                                            |
| 백암교                                      | 화순군                                                   | 학포로 백암길                                  | 국도 제29호선 구간                                                                          |                                                            |
| 백암 교차로                                 | 화순군                                                   | 학포로                                         | 국도 제29호선 구간                                                                          | 화순읍                                                     |
| 내평교 연양철도육교                         | 화순군                                                   |                                                | 국도 제29호선 구간                                                                          | 화순읍                                                     |
| 화순 나들목                                 | 화순군                                                   | 국도 제22호선 (화순로)                         | 국도 제22, 29호선 구간                                                                      | 화순읍                                                     |
| 화순천교                                    | 화순군                                                   |                                                | 국도 제22, 29호선 구간                                                                      | 화순읍                                                     |
| 화순소방서                                  | 화순군                                                   | 학포로                                         | 대리교 구간 국도 제22, 29호선 구간                                                          | 화순읍                                                     |
| 대리2 교차로                                | 화순군                                                   | 국가지원지방도 제55호선 (오성로) 서양로 칠충로 | 대리교 구간 국도 제22, 29호선 구간 국가지원지방도 제55호선 구간                             | 화순읍                                                     |
| 대리1교                                     | 화순군                                                   | 대동길 한고을길                                | 국도 제22, 29호선 구간 국가지원지방도 제55호선 구간                                         | 화순읍                                                     |
| 교리 나들목                                 | 화순군                                                   | 국도 제29호선 (너릿재로) 서양로 쌍충로         | 국도 제22, 29호선 구간 국가지원지방도 제55호선 구간 화순 방면 진출 불가 보성 방면 진입 불가 | 화순읍                                                     |
| 너릿재터널                                  | 화순군                                                   |                                                | 국도 제22호선 구간 국가지원지방도 제55호선 구간 상행 연장 760m 하행 연장 770m               | 화순읍                                                     |
| 남문로와 직결                               |                                                          |                                                |                                                                                             |                                                            |

## 주요 건물 및 시설
- 한국도로공사 보성지사 (전라남도 보성군 미력면 화보로 407)
- 이십곡치안센터 (전라남도 화순군 화순읍 화보로 4254)
- 소아르미술관 (전라남도 화순군 화순읍 화보로 4439-10)